# 도자와촌 (야마가타현 모가미군 1955년)
도자와촌(戸沢村)는 일본 야마가타현 모가미군에 설치되었던 촌이다. 현재의 도자와촌의 북동부에 해당한다.